# Rafael Carrascal
Rafael Andrés Carrascal Ávilez (Sucre, 26 novembre 1992) è un calciatore colombiano, centrocampista del Cerro Porteño.

## Palmarès

### Club

#### Competizioni nazionali
- Campionato colombiano: 3

Deportes Tolima: 2018-I
América de Cali: 2019-II, 2020
- Campionato paraguaiano: 1

Cerro Porteño: Clausura 2021
- Categoría Primera B: 1

Alianza Petrolera: 2012